# 塩野谷祐一
塩野谷 祐一（しおのや ゆういち、1932年1月2日 - 2015年8月25日）は、日本の経済学者、一橋大学名誉教授、名古屋大学特別教授。1991年日本学士院賞、2002年文化功労者。経済哲学やヨーゼフ・シュンペーターの研究の第一人者。第12代一橋大学学長、国立大学協会副会長、国立社会保障・人口問題研究所長等を歴任。愛知県豊橋市生まれ。

## 人物
父は経済学者の塩野谷九十九（元名古屋大教授）、妻は山内得立（哲学者、文化功労者、京都大学名誉教授）長女。一橋大学大学院で山田雄三の指導を受けた。スタンフォード大学教授等を務めた経営学者の今井賢一は山田ゼミの同期。著書に『シュンペーターの経済観』『価値理念の構造』など。訳書にジョン・メイナード・ケインズ『雇用，利子および貨幣の一般理論』 など。
指導学生に大野健一政策研究大学院大学名誉教授や、山脇直司東京大学名誉教授、平澤典男青山学院大学名誉教授、佐藤公敏元立教大学教授等がいる。知的財産高等裁判所所長等を務めた塚原朋一元早稲田大学教授、コンサルタントの増田正人、大塚家具社長を務めた大塚久美子明治大学特別招聘教授等も塩野谷ゼミ出身。
2015年8月25日、肺癌のため死去。83歳没。叙従三位。

## 学歴
- 1948年(昭和23年) 愛知県立第一中学校（愛知県立旭丘高等学校の前身）4年修了
- 1949年(昭和24年) 第八高等学校文科乙類第1学年修了
- 1953年(昭和28年) 名古屋大学経済学部卒業
- 1955年(昭和30年) 一橋大学大学院経済学研究科修士課程修了
- 1958年(昭和33年) 一橋大学大学院経済学研究科博士課程修了

## 職歴
- 1958年(昭和33年) 一橋大学経済学部助手
- 1959年(昭和34年) 一橋大学経済学部講師
- 1964年(昭和39年) 一橋大学経済学部助教授
- 1972年(昭和47年) 一橋大学経済学部教授
- 1985年(昭和60年) 一橋大学経済学部長（1987年まで）
- 1989年(平成元年) 一橋大学学長（1992年まで）
- 1991年(平成3年) 国立大学協会副会長
- 1995年(平成7年) 一橋大学名誉教授（定年退官）、社会保障研究所所長
- 1996年(平成8年) 国立社会保障・人口問題研究所所長
- 2010年(平成22年) 名古屋大学特別教授

この間1961年(昭和36年)オックスフォード大学でブリティッシュ・カウンシル・スカラーにより研究、1962年(昭和37年)ハーバード大学及びイェール大学でロックフェラー財団フェローとして研究、1968年(昭和43年)外務省派遣によりデリー大学で研究、1979年(昭和54年)外務省派遣によりボッコーニ大学で研究、1983年(昭和58年)文部省派遣によりオックスフォード大学にて研究、一橋大学後援会による派遣でエアランゲン・ニュルンベルク大学にて研究、1993年(平成5年)米国The National Humanities Centerフェロー。

## 受章・受賞
- 日経・経済図書文化賞特賞、1985年(昭和60年)
- 日経・経済図書文化賞、1989年(平成元年)
- 日本学士院賞、1991年(平成3年)
- 文化功労者、2002年(平成14年)[7]
- 瑞宝重光章、2005年(平成17年)[8]
- 従三位、2015年(平成27年)[9]

## 社会的活動・学会活動
- 医療保険審議会会長
- 国民生活審議会会長
- 行政改革会議委員

日本学術会議会員、日本経済学会常任理事、進化経済学会理事、総合研究開発機構研究評議会議長、国立社会保障・人口問題研究所所長、内閣府国民生活審議会会長、橋本龍太郎内閣行政改革会議委員、厚生省医療保険審議会会長、経済審議会豊かで安心できるくらし部会長、財団法人家計経済研究所会長、文部省大学審議会委員、財団法人旭硝子財団評議員、財団法人三菱財団評議員、学校法人国際医療福祉大学国際医療福祉総合研究所副所長等も歴任。

## 親族
- 父:塩野谷九十九（経済学者、元名古屋大教授、東京商科大学（一橋大学の前身）卒業）
- 長兄:塩野谷邦雄（1927年生まれ、2003年死去。元丸栄副社長。立教大学文学部社会学科卒業。）
- 次兄:塩野谷格（1929年生まれ。元社団法人中部開発センター副会長専務理事、元日本銀行職員、東京商科大学（一橋大学の前身）卒業。）
- 妻:美穂子（1935年生まれ。山内得立長女。京都大学文学部卒業、同大学院修了。）
- 長女:1967年生まれ。上智大学卒業。
- 二女:1971年生まれ。東京大学卒業、同大学院修了（分子生命工学研究室）。

## 著書

### 単著
- 『現代の物価――インフレーションへの体制論的接近』（日本経済新聞社、1973年／増補版、1977年）
- 『福祉経済の理論』（日本経済新聞社、1973年）
- 『価値理念の構造――効用対権利』（東洋経済新報社、1984年）
- 『シュンペーター的思考――総合的社会科学の構想』（東洋経済新報社、1995年）
- Schumpeter and the Idea of Social Science: A Metatheoretical Study, (Cambridge University Press, 1997).
- 『シュンペーターの経済観――レトリックの経済学』（岩波書店、1998年）
- 『経済と倫理――福祉国家の哲学』（東京大学出版会、2002年）
- Economy and Morality: the Philosophy of the Welfare State, (Edward Elgar, 2005).
- 『経済哲学原理――解釈学的接近』（東京大学出版会、2009年）
- 『エッセー　正・徳・善――経済を「投企」する』（ミネルヴァ書房、2009年）
- 『ロマン主義の経済思想――芸術・倫理・歴史』（東京大学出版会、2012年）

### 共著
- （江見康一）『長期経済統計――推計と分析（7）財政支出』（東洋経済新報社、1966年）

### 編著
- 『経済体制論（3）現代資本主義』（東洋経済新報社、1978年）
- The German Historical School: the Historical and Ethical Approach to Economics, (Routledge, 2001).

### 共編著
- （山田雄三・今井賢一）『経済成長と産業構造』（春秋社、1965年）
- （江見康一）『日本経済論――経済成長100年の分析』（有斐閣、1973年）
- （有馬朗人・太田時男）『国立大学ルネサンス――生まれ変わる「知」の拠点』（同文書院、1993年）
- Innovation in Technology, Industries, and Institutions: Studies in Schumpeterian Perspectives, co-edited with Mark Perlman, (University of Michigan Press, 1994).
- Schumpeter in the History of Ideas, co-edited with Mark Perlman, (University of Michigan Press, 1994).
- （藤田至孝）『企業内福祉と社会保障』（東京大学出版会、1997年）
- （武川正吾）『先進諸国の社会保障（1）イギリス』（東京大学出版会、1999年）
- （小松隆二）『先進諸国の社会保障（2）ニュージーランド オーストラリア』（東京大学出版会、1999年）
- （城戸喜子）『先進諸国の社会保障（3）カナダ』（東京大学出版会、1999年）
- （古瀬徹）『先進諸国の社会保障（4）ドイツ』（東京大学出版会、1999年）
- （丸尾直美）『先進諸国の社会保障（5）スウェーデン』（東京大学出版会、1999年）
- （藤井良治）『先進諸国の社会保障（6）フランス』（東京大学出版会、1999年）
- （藤田伍一）『先進諸国の社会保障（7） アメリカ』（東京大学出版会、2000年）
- （鈴村興太郎・後藤玲子）『福祉の公共哲学』（東京大学出版会、2004年）

### 訳書
- チャールズ・L・シュルツ『国民所得分析』（東洋経済新報社、1965年）
- サイモン・クズネッツ『近代経済成長の分析』（東洋経済新報社（上・下）、1968年）
- シュムペーター『経済発展の理論――企業者利潤・資本・信用・利子および景気の回転に関する一研究』（岩波文庫（上・下）、1977年）
- D・E・モグリッジ『ケインズ』（東洋経済新報社、1979年）
- 『サミュエルソン経済学体系（9）リカード、マルクス、ケインズ…』（勁草書房、1979年）
- 『ケインズ全集（7）雇用・利子および貨幣の一般理論』（東洋経済新報社、1983年）